# Ernest Harold Jones
Pour les articles homonymes, voir Ernest Jones (homonymie) et Jones.
Ernest Harold Jones (7 mars 1877-10 mars 1911) est un égyptologue et archéologue britannique qui a succédé à Edward Russell Ayrton dans l'équipe de Theodore Monroe Davis dans la vallée des Rois de 1907 à sa mort en 1911.

## Biographie
Ernest Harold Jones est né à Barnsley le 7 mars 1877, de William Jones et Mary Anne Sprake. Son père était le directeur de la Barnsley School of Art, puis de la Carmarthen School of Art.
Jones a fait ses études à la Queen Elizabeth's Grammar School de Carmarthen. À l'âge de 18 ans, il enseigne à la Carmarthen School of Art.
En 1902, Jones obtient une bourse d'études au Royal College of Art de Londres.
En 1904, sa santé s'était tellement détériorée à cause de la tuberculose, qu'il décide de se rendre en Égypte pour soulager ses symptômes.
Il meurt de la tuberculose à Louxor, en mars 1911. Il est enterré dans le cimetière chrétien de Louxor.

## Travaux
Il travaille avec John Garstang, de 1904 à 1907, puis avec Theodore Monroe Davis et Emma Andrews de 1907 à 2011.
Pendant la saison 1904-1905, il devint fouilleur et illustrateur du projet à Beni Hassan. En juillet 1904, une exposition a lieu à la « Society of Antiquaries of London », où sont présentées les peintures de Jones représentant des artefacts, des paysages égyptiens et certains membres du personnel chargé des fouilles.
Il continue à travailler pour Garstang jusqu'en 1907, mais se lasse rapidement de l'isolement des sites d'Abydos et de Beni Hassan. Les millionnaires américains Theodore Monroe Davis et Emma Andrews lui offrent plus d'argent pour moins de travail dans la ville animée de Louxor, et en février 1907, il travaille pour eux. Il participe aux fouilles des tombes KV3 (fils de Ramsès III), KV7 (Ramsès II) et KV46 (Youya et Touya) ainsi que KV54 et KV55, dans la vallée des Rois, dont Davis et Andrews détenaient la concession. Jones a surtout travaillé sur leur Dahabieh, en peignant de plus grands objets sortis des tombes qu'ils ont dégagées dans la vallée.
Il a écrit un certain nombre de lettres à sa famille, soulignant les amitiés qu'il a nouées avec l'équipe de Davis et Andrews. Il appréciait leur amitié et leur attention, et se réjouissait de pouvoir travailler avec eux pendant de nombreuses années.
Au cours de la saison 1910-1911, il retourne à Louxor pour travailler à nouveau avec Davis et Andrews. Il avait prévu d'écrire un livre sur son expérience et de publier d'autres de ses tableaux. Mais sa tuberculose s'était tellement aggravée qu'il pouvait à peine quitter son lit. Il meurt à Louxor le 10 mars 1911.